# Prusy (powiat grójecki)
Prusy – wieś sołecka w Polsce położona w województwie mazowieckim, w powiecie grójeckim, w gminie Warka.
Nazwa może pochodzić od dawnych jeńców pruskich lub od osadników z Prus. Nazwa "Kolonia Prusy" pojawia się na “Mapie kwatermistrzostwa” w 1829 r. jako nowo powstała osada, być może wydzielona z części majątku. W II poł. XIX w. we wsi było 12 osad włościańskich na 247 morgach.
W roku 1839 spisana jest jako kolonia, a w roku 1888 jako wieś włościańska.
W latach 1975–1998 miejscowość należała administracyjnie do województwa radomskiego.
W miejscowości urodził się prof. Kazimierz Tomala, w latach 2016 - 2024 prorektor Szkoły Głównej Gospodarstwa Wiejskiego w Warszawie.